# Alexander Bubenheim
Alexander Bubenheim (auch van Bubenheim oder von Bubenheim; * 31. März 1962 in München) ist ein deutscher Filmkomponist.
Bubenheim studierte Klassik und Jazz in Deutschland und teilweise in Los Angeles, USA. Er komponierte Musik für diverse TV-Werbungen, Spielfilme und Krimi-Serien.

## Filmografie
- 1995: Tatort – Die Kampagne
- 1996: Wing Commander Academy
- 2001: Das Experiment
- 2003: In Hell – Rage Unleashed (In Hell)
- 2009: Oh My God
- 2010: 13
- 2011: The Justly Warrior